# Utgräventjärnen (Ramsjö socken, Hälsingland, 690552-150430)
Utgräventjärnen är en sjö i Ljusdals kommun i Hälsingland och ingår i Delångersåns huvudavrinningsområde.